# 鵝頸藤壺
鵝頸藤壺（學名：Pollicipes pollicipes），又名有柄藤壺，是龟藤壶科茗荷屬的一種藤壺，發現於大西洋東北沿岸北纬49度到28度间的海域，與同屬的藍灰太平洋鵝頸藤壺很像。

## 食用
在其分佈範圍內的部分國家，尤其是西班牙，鵝頸藤壺是一道珍饈。其數量並不多而且產量在不斷減少，所以主要靠人工捕撈，其价格也十分高昂，每公斤可达90欧元。有考古證據顯示人類在一萬年前就開始食用這種藤壺了。

## 外部連結
- 維基物種上的相關：鵝頸藤壺